# Совет министров Казахской ССР
Совет министров Казахской Советской Социалистической Республики (Правительство Казахской ССР) — высший исполнительный и распорядительный орган государственного управления Казахской Советской Социалистической Республики действовавший в период с 1936 по 1990 год, до преобразования республиканского правительства в Кабинет Министров Казахской ССР.
Совет министров был наделён широкими полномочиями в области решения вопросов государственного управления, отнесённых к ведению КазССР и не входящих в компетенцию Верховного Совета КазССР. В 1990 году реорганизован в Кабинет Министров Казахской ССР, в 1991 — в Правительство Республики Казахстан в связи с провозглашением независимости, которое в настоящее время исполняет функции исполнительной власти в Республике Казахстан.

## История
Образован в связи с упразднением Совета народных комиссаров КазССР в 1946 году.
Реорганизован в 1990 году в Кабинет Министров Казахской ССР.
Реорганизован в 1991 году в Правительство Казахстана.

## Состав Совета Министров Казахской ССР по годам
1. Совет Министров Казахской ССР (1946)
2. Совет Министров Казахской ССР (1947)
3. Совет Министров Казахской ССР (1951)
4. Совет Министров Казахской ССР (1955)
5. Совет Министров Казахской ССР (1959)
6. Совет Министров Казахской ССР (1963)
7. Совет Министров Казахской ССР (1967)
8. Совет Министров Казахской ССР (1971)
9. Совет Министров Казахской ССР (1975)
10. Совет Министров Казахской ССР (1980)
11. Совет Министров Казахской ССР (1985)
12. Совет Министров Казахской ССР (1990)

## Руководящие органы

### Председатели Совета министров КазССР
Председатель Совета министров КазССР являлся главой казахского правительства.
- 17 июля 1938 — сентябрь 1951 года — Ундасынов, Нуртас Дандибаевич
- сентябрь 1951 года — 31 марта 1955 года — Тайбеков, Елубай Базимович
- 31 марта 1955 года — 29 января 1960 года — Кунаев, Динмухамед Ахмедович
- 20 января 1960 года — 6 января 1961 года — Ташенев, Жумабек Ахметович
- 24 января 1961 — 13 сентября 1962 года — Дауленов, Салькен Дауленович
- 13 сентября 1962 — 26 декабря 1962 года — Бейсебаев, Масымхан Бейсебаевич
- 26 декабря 1962 года — 7 декабря 1964 года — Кунаев, Динмухамед Ахмедович
- 7 декабря 1964 — 31 марта 1970 года — Бейсебаев, Масымхан Бейсебаевич
- 31 марта 1970 года — 22 марта 1984 года — Ашимов, Байкен Ашимович[2].
- 22 марта 1984 — 27 июля 1989 — Назарбаев, Нурсултан Абишевич
- 27 июля 1989 — 20 ноября 1990 — Караманов, Узакбай Караманович

## Заместители председателя
- 1-й Заместитель председателя — Гребенюк В. А.
- Заместитель председателя — Джиенбаев, С. С.
- Заместитель председателя — Гукасов, Э. Х.
- Заместитель председателя — Жаныбеков, Ш. Ж.
- Заместитель председателя, он же председатель Госплана Казахской ССР — Мухамед-Рахимов, Т. Г.

## Центральные органы государственного управления

### Министерства
1. Министр внутренних дел Казахской ССР[3]
2. Министр высшего и среднего специального образования Казахской ССР
3. Министр геологии Казахской ССР
4. Министр здравоохранения Казахской ССР
5. Министр заготовок Казахской ССР
6. Министр иностранных дел Казахской ССР
7. Министр культуры Казахской ССР
8. Министр легкой промышленности Казахской ССР
9. Министр лесной и деревообрабатывающей промышленности Казахской ССР
10. Министр лесного хозяйства Казахской ССР
11. Министр мелиорации и водного хозяйства Казахской ССР
12. Министр монтажных и специальных строительных работ Казахской ССР
13. Министр мясной и молочной продукции Казахской ССР
14. Министр пищевой промышленности Казахской ССР
15. Министр плодоовощного хозяйства Казахской ССР
16. Министр промышленности строительных материалов Казахской ССР
17. Министр просвещения Казахской ССР
18. Министр рыбного хозяйства Казахской ССР
19. Министр связи Казахской ССР
20. Министр сельского строительства Казахской ССР
21. Министр сельского хозяйства Казахской ССР
22. Министр строительства предприятий тяжелой индустрии Казахской ССР
23. Министр торговли Казахской ССР
24. Министр финансов Казахской ССР
25. Министр цветной металлургии Казахской ССР
26. Министр энергетики и электрификации Казахской ССР
27. Министр юстиции Казахской ССР
28. Министр автомобильного транспорта Казахской ССР
29. Министр автомобильных дорог Казахской ССР
30. Министр бытового обслуживания Казахской ССР
31. Министр жилищно-коммунального хозяйства Казахской ССР
32. Министр местной промышленности Казахской ССР
33. Министр социального обеспечения Казахской ССР
34. Министр природных ресурсов и экологии Казахской ССР

### Государственные комитеты
1. Государственный план Казахской ССР (Госплан КазССР) — Мухамед-Рахимов Т. Г.
2. Государственный комитет Казахской ССР по делам строительства (Госстрой КазССР) — председатель Бектимисов А. М.
3. Государственный комитет Казахской ССР по государственному снабжению (Госснаб КазССР) — председатель Танкибаев Ж. А.
4. Государственный комитет Казахской ССР по труду (Госкомтруд Казахской ССР) -
5. Государственный комитет по физической культуре и спорту Казахской ССР -
6. Государственный комитет Казахской ССР по ценам (Госкомцен Казахской ССР) -
7. Государственный комитет Казахской ССР по государственному профессионально-техническому образованию (Госпрофобр КазССР) — председатель Еренов Сейтали Еренович
8. Государственный комитет Казахской ССР по кинематографии (Госкино Казахской ССР) -
9. Государственный комитет Казахской ССР по телевидению и радиовещанию (Гостелерадио КазССР) -
10. Государственный комитет Казахской ССР по делам издательств, полиграфии и книжной торговли (Госкомиздат Казахской ССР) -
11. Государственный комитет Казахской ССР по печати
12. Государственный комитет Казахской ССР по надзору за безопасным ведением работ в промышленности и горному надзору -
13. Комитет государственной безопасности Казахской ССР (КГБ Казахской ССР) -
14. Государственный комитет Казахской ССР по сельскохозяйственной техники (Госкомсельхозтехника КазССР) -
15. Государственный комитет Казахской ССР по нефтяным продуктам (Госнефтепродукт Казахской ССР) -
16. Государственный комитет Казахской ССР по материально-техническому снабжению -
17. Государственный комитет Казахской ССР по производственно-техническому обеспечению сельского хозяйства (Госкомсельхозтехника)
18. Государственный агропромышленный комитет Казахской ССР (существовал с 1985 года по 1991 годы) — Гукасов, Эрик Христофорович
19. Государственный комитет Казахской ССР лесного хозяйства (существовал с 1953 года по 1977 годы) в дальнейшем преобразован в министерство
20. Государственный комитет Казахской ССР по использованию и охране поверхностных и подземных водных ресурсов
21. Государственный комитет Казахской ССР по охране природы

### Управления
1. Главное управление по охране животного мира при Совете Министров Казахской ССР
2. Казахское республиканское управление Государственного комитета стандартов при Совете Министров СССР (Госстандарт) -
3. Казахское территориальное управление Государственного комитета СССР по материальным резервам при Совете Министров СССР
4. Главное управление ветеринарии Министерства сельского хозяйства Казахской ССР
5. Главное управление геодезии и картографии при Совете Министров СССР

### Созданные в результате упразднений и реорганизаци после 1990 года[4]
1. Министерство промышленности
2. Министерство сельского хозяйства и продовольствия Казахской ССР на базе упраздняемых Государственного агропромышленного комитета Казахской ССР и Министерства хлебопродуктов Казахской ССР
3. Государственный комитет Казахской ССР по антимонопольной политике и поддержке новых экономических структур
4. Государственный комитет Казахской ССР по геологии и охране недр
5. Государственный комитет Казахской ССР по управлению государственным имуществом
6. Государственный комитет Казахской ССР по водным ресурсам на базе упраздняемого Министерства милиорации и водного хозяйства Казахской ССР
7. Государственный комитет Казахской ССР по экологии и природопользованию на базе упраздняемого Министерства Государственного комитета Казахской ССР по охране природы
8. Государственный комитет Казахской ССР по экономике на базе упраздняемых Государственного планового комитета Казахской ССР и Государственного комитета Казахской ССР по ценам